# سیندی نلسون
سیندی نلسون (انگلیسی: Cindy Nelson؛ زادهٔ ۱۹ اوت ۱۹۵۵) اسکی‌باز آلپاین اهل ایالات متحده آمریکا است.